# فریار شیرزاد

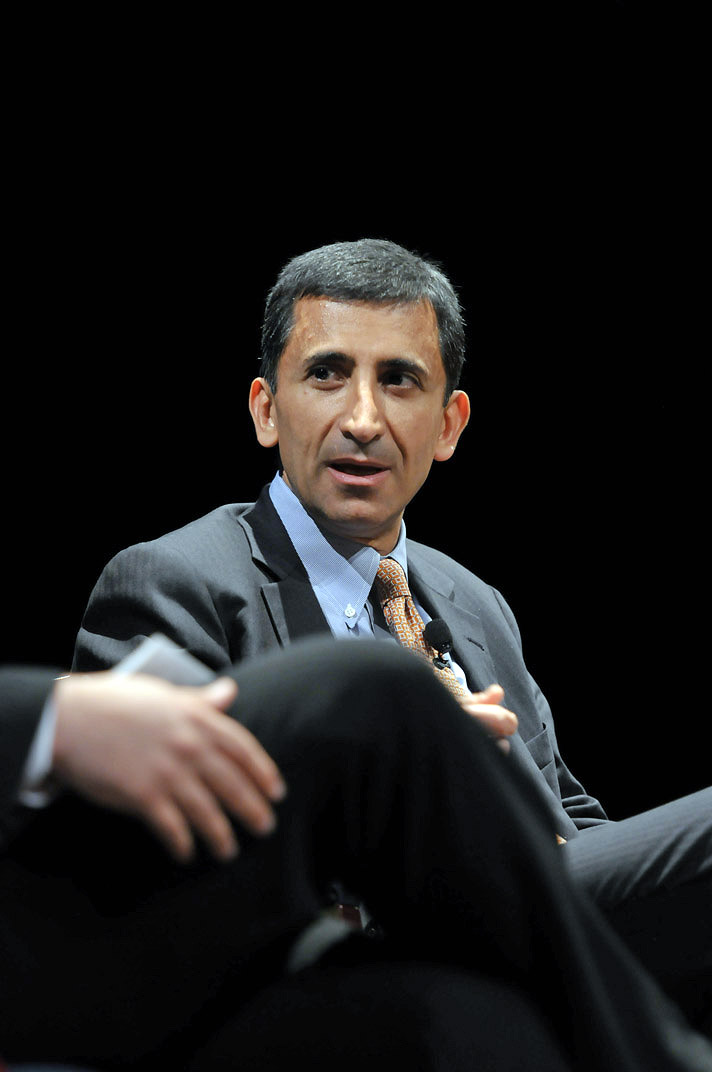
فریار شیرزاد

فریار شیرزاد (به انگلیسی: Faryar Shirzad) معاون مشاور رئیس جمهور ایالات متحده آمریکا و شورای ملی امنیت آمریکا بود.
فریار شیرزاد متولد ۱۹۶۵ میلادی در لندن، و فرزند یک دیپلمات ایرانی دوره پهلوی است.
فریار شیرزاد دانش آموخته دانشگاه مریلند و دانشگاه هاروارد، و دکترای حقوق دانشگاه ویرجینیا است.
پیش تر از این، فریار شیرزاد مدت ۷ سال از سوی حزب جمهوریخواه آمریکا در کمیته مالی سنای ایالات متحده آمریکا خدمت نمود.
وی از ۲۰۰۶ تا ۲۰۲۱ به مدت ۱۵ سال مدیر ارشد دفتر روابط دولتی شرکت گلدمن سَکس بود.
او از ۲۰۲۱، مدیر ارشد سیاست‌گذاری کوین بیس بوده است.